# Arivaca, Arizona
Arivaca, nekadašnje selo Pima Indijanaca zapadno od Tubaca, na jugu Arizone. Datira iz razdoblja prije 1733. Napušteno je tijekom Pima pobune 1751.
Danas je naseljeno područje za statističke svrhe u američkoj saveznoj državi Arizona. Prema popisu stanovništva iz 2010. u njemu je živjelo 695 stanovnika.